# Suisse Toy

Logo der Suisse Toy

Logo der Creaktiv

Die Suisse Toy war die grösste Spielwarenmesse der Schweiz und fand bis 2017 alljährlich im Herbst in Bern statt. Veranstalter der Suisse Toy war die Bernexpo AG. Aufgrund strategischen Entscheidungen sowie coronabedingten Verschiebungen konnte die Suisse Toy in den letzten Jahren nicht mehr durchgeführt werden. Nach eingehender Prüfung aller Möglichkeiten sowie den jeweiligen Branchenentwicklungen wurde entschieden die Suisse Toy bis aufs Weitere nicht mehr durchzuführen. Nachfolger wurde das Herofest.

## Entstehung und Konzept
Auf dem Messegelände der Bernexpo fand von 1964 bis 1984 jährlich eine Messe ausschliesslich für Spielwaren-Fachhändler statt. In den 1990er Jahren entstand die Messe Modell+Hobby, welche auch dem Publikum zugänglich war. Aufgrund der Strategie, neben Modellbau die Messe zur ganzheitlichen Familienmesse umzugestalten, wurde die Messe im Jahr 2000 in Suisse Toy umbenannt. Die Messe entwickelte sich zur nationalen Spielwarenmesse der Schweiz mit rund 200 Ausstellern. In den Jahren 2002 bis inklusive 2011 verzeichnete die Suisse Toy jährlich rund 50'000 Besucher, insgesamt in diesem Zeitabschnitt somit eine halbe Million Besucher.
Im Jahr 2007 wurde die E-Games – Messe für elektronische Spiele integriert, seit 2016 umbenannt in Suisse Toy Digital. Seit 2016 wird zudem eine mit rund 1'000 Teilnehmern grösste Lan-Party der Schweiz veranstaltet. Ebenfalls in 2016 wurde erstmals auf der E-Games ein Drohnen-Rennen veranstaltet.
Im Jahr 2011 bis 2015 wurde der Bereich kreatives Gestalten und Werken mit der Integration der Creaktiv, der Schweizer Messe für kreatives Gestalten und Werken, ausgebaut. Als Parallelmesse wurde sie in einer eigenen Halle präsentieren. 
Es handelte sich bei der Suisse Toy um eine herstellerorientierte Publikumsmesse, bei der nicht der Verkauf von Produkten im Vordergrund stehen, sondern in erster Linie den Besuchenden ein informativer Überblick über die aktuellen Spiele gegeben werden soll. Darüber hinaus hatten die Besuchenden die Möglichkeit, die präsentierten Spielwaren zu testen.

## Themenbereiche
An der Suisse Toy waren folgende Spielwaren-Branchen vertreten:
- Puzzles, traditionelles Spielzeug, Action Toys, pädagogisches Spielzeug, Lernziele, didaktisches Spielzeug, Konstruktionsspielzeug, Holzspielzeug, Outdoor-Sportspielzeug, Systembaukästen, Kinderfahrzeuge
- Zeichnen, kreatives Gestalten und Werken, Karneval/Fasnacht
- Möbel, Wagen, Bekleidung, Ernährung, Spielzeug, Dienstleistungen
- R/C-Modellbau (Auto, Schiff, Flugzeug), Plastikmodellbausätze, Miniaturautos/Die-Cast, Spielzeugeisenbahnen
- Hard- und Software, Videogames, Handheld, DVD, CD-ROM
- Musikinstrumente und Zubehör

## Suisse Toy Award
Der Suisse Toy Award war der erste Schweizer Spielwarenpreis und der weltweit einzige Konsumentenpreis für Spielwaren. Der Spielwarenverband Schweiz hat ihn im Jahr 2007 an der Suisse Toy lanciert. Die für den Suisse Toy Award eingereichten Spielwaren wurden von Kindern bewertet. Diese wurden öffentlich eingeladen, in der Jury Einsitz zu nehmen und die Spielwaren völlig unabhängig von irgendwelchen Kriterien zu bewerten. Am Suisse Toy Award konnten alle in der Schweiz tätigen Spielwaren-Importeure und -Hersteller teilnehmen. Eine Mitgliedschaft im Spielwaren Verband Schweiz war nicht Bedingung, auch wurde die Teilnahme an der Suisse Toy nicht vorausgesetzt.